# O Carvalhal É Nosso
"O Carvalhal É Nosso" é uma canção popular da Serra da Gardunha e retrata os conflitos entre o povo do Souto da Casa e a família Garrett no final do século XIX. A Tomada do Carvalhal também reconhecida como o primeiro grito de liberdade em Portugal.

## Contexto histórico

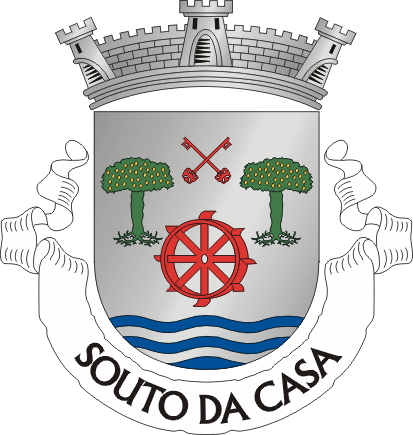
Brasão da freguesia de Souto da Casa

A 13 de fevereiro de 1890, o povo labrego de Souto da Casa proclamou-se em revolta contra a casa senhorial mais poderosa da Beira Baixa, a família Garrett. O motivo deveu-se à tentativa de apropriação de uns baldios do Carvalhal que estavam há muitos anos sob administração popular e de impedir os arraianos de cultivar essas terras.
O senhor Garrett era representado no Souto da Casa pelo seu feitor chamado António Antunes Aquém. O senhor Aquém vinha de uma família paupérrima de guardadores de porcos que não tinha sustento. A tradição não explica o motivo do senhor Garrett ter escolhido ao senhor Aquém para ser o seu feitor.
Então, o Feitor recebeu a ordem do Garrett para comunicar às pessoas que desde esse momento os camponeses teriam de pagar para trabalhar nas terras do Carvalhal. A ordem foi muito contestada e desafiada pelo que o nobre disse que aprovaria, se preciso, matar.
Um dia, no Carvalhal, um pântano que D. Dinis decidiu mandar plantar carvalhos e soutos. Este lugar é composto por duzentos hectares das ditas árvores situado a meia hora do Souto da Casa, tendo de superar um terreno penoso para chegar lá . Todas as quartas-feiras de cinzas, o povo agregava-se para distribuir hortas miúdas, que cada família cultivava à vontade do freguês.  Quando Aquém reparou nesta praxe, decidiu saber de quem eram estas terras. Depois de ter investigado, conferiu que os baldios do Carvalhal não eram de ninguém.
Aquém decidiu então comunicar ao povo que tinha de deixar o Carvalhal pois era propriedade do senhor Garrett. A arraia face àquele desafio reagiu violentamente afirmando que as terras eram suas. Ao ser enfrentado, o Feitor dispôs-se a disparar, porém, tendo visto que não tinha munições para tanta gente, ameaça os camponeses de que se eles continuassem nessas terras ele havia de responder com brutalidade.
Por várias semanas são feitas muitas ameaças e chantagens. Até que na tarde de 12 de fevereiro de 1890, Garrett vem com um regimento armado a obrigar ao populacho abandonar a propriedade dos Garrett. Tal como combinado, os sinos da igreja tocaram. Esse era o sinal que dava a ordem de reunião dos revoltosos, a arraia saiu em massa e obrigou Aquém a bater em retirada.
A povoação entra por cerca de duas semanas numa estado anárquico. Esta situação acabou quando na madrugada de 26 de fevereiro, o Feitor e a sua tropa chegaram ao Carvalhal, destroçaram as hortas e os castanehiros que eram o sustento das gentes. Um jovem pastor que estava lá alertou ao povo da invasão de Aquém. Desta vez o Feitor não conseguiu fugir e foi apanhado pelos camponeses. Organizou-se um tribunal popular para decidir que pena aplicar ao capturado. Foram propostas várias penas, porém, a que prevaleceu foi a de que o Aquém tivesse de cortar um reboleiro e carregá-lo do Carvalhal até ao Souto da Casa.
Durante o trajeto a população inquiria ao Feitor: "De quem é o Carvalhal?" mas Aquém, fiel ao seu senhor, responde sempre: "É do Dr. Garrett". Passa o tempo e depois da dura travessia chega ao Souto da Casa, todos perguntam: "De quem é o Carvalhal?" e o réu da arraia, destroçado, responde: "É vosso".
Posteriormente o Dr. Garrett recebeu a seguinte notificação:
| “ | Meu Senhor, os camponeses do Souto da Casa tomaram o Carvalhal. Capturaram o seu feitor António Aquém e fizeram-no carregar um castanheiro até que ele reconhecesse que as terras pertencem a quem as trabalha. Mandam vossa excelência saber que o Carvalhal pertence ao povo da Rama do Castanheiro e que não autorizam vossa senhoria a lá entrar outra vez. | ” |

Perante isto, o Garrett denuncia a situação e a divisão militar da Covilhã vai até ao Souto do Casa para impor a ordem juntamente com um representante do governo. As forças estatais esperavam um recebimento hostil mas foram recebidos em ambiente de festejo. O Estado, enfraquecido, não enfrentou à arraia.

A Gardunha em abril

## Letra
[...]

O fogo no mar e os peixes a arder,

larilolela e os peixes a arder.

Ó alto e ó alto quanto mais alto maior é o sal,

larilolela maior é o sal,

larilolela maior é o sal.

Senhora Maria, senhora Maria,

o seu galo canta e o meu assobia,

larilolela e o meu assobia.

Eu quero, eu queria,

passar uma noite contigo ó Maria,

larilolela eu quero, eu queria,

larilolela eu quero, eu queria.

No mais que o sol se ponha

acordamos de forma igual,

não há dúvida, não há vergonha que nos roube o Carvalhal.

Do Manel ou do Jacinto, ou de Deus ou do Demónio,

p'ra que serve ter património se depois eu nem o sinto.

De quem és tu afinal?

De quem é meu senhor, de quem é?

É meu, é teu, é do Garrett, é deste ou daquele animal,

é de todos, é de ninguém,

é do filho da mãe do Aquém,

é do Lucio, da Rita ou da Ana,

é deste ou daquele sacana.

Também do sol deitado,

descansamos mesmo assim.

Não há mandão nem mandado que nos imponha não e sim.

De quem és tu afinal, de quem é meu senhor, de quem é?

Pois e tanto e tal e tal.

[...]

De quem és tu afinal?

De quem é meu senhor, de quem é?

É meu, é teu, é do Garrett, é deste ou daquele animal,

é de todos, é de ninguém,

é do filho da mãe do Aquém,

é do Lucio, da Rita ou da Ana,

é deste ou daquele sacana.

Da vaidade ou da carência,

da justiça ou do proveito;

que precisam da audiência,

do ardil à falta de jeito.

Da locura ou da maldade,

do pastor da ovelhas ou do cão,

é que este homem não tem terreno mas não vive sem ter chão.

De quem é o Carvalhal?!

É NOSSO!